# Lời nói dối của người vợ
Lời nói dối của người vợ (Tiếng Anh:The Wife's Lies), là một bộ phim truyền hình Trung Quốc đại lục năm 2014 làm lại từ bộ phim truyền hình Hàn Quốc Seo Young của bố，là một bộ phim truyền hình tùy chỉnh do Hoa Sách Ảnh Thị và Hồ Nam TV hợp tác, được đạo diễn bởi các đạo diễn Đài Loan và Hồng Kông Từ Phụ Quân, Chu Gia Văn, với sự tham gia của các diễn viên Giả Thanh, Trương Hiểu Long, Khưu Thắng Dực, Từ Lộ và Thẩm Mộng Thần. Bộ phim chính thức khởi quay tại Hàng Châu vào ngày 16 tháng 4 năm 2014 và đóng máy vào ngày 3 tháng 7. Phim được công chiếu trên truyền hình vệ tinh Hồ Nam vào ngày 29 tháng 3 năm 2015 .

## Lịch phát sóng
| Kênh                                  | Quốc gia   | Ngày phát sóng                            | Thời gian                                                                                                   |
| Hồ Nam TV                             | Trung Quốc | 29 tháng 3 năm 2015－ 24 tháng 7 nằm 2015 | Chủ Nhật đến Thứ Năm 20:00-22:00 2 tập Thứ Sáu - Chủ Nhật 19:30-20:10 1 tập Từ 24 tháng 4 21:10-23:10 2 tập |
| Hắc Long Giang TV                     | Trung Quốc | 23 tháng 5 năm 2015                       | 19:30 |
| Hạ Môn TV                             | Trung Quốc | 3 tháng 2 năm 2016                        | 19:00 |
| EBC News                              | Đài Loan   | 7 tháng 3 năm 2016                        | 21:00~23:00 2 tập                                                                                           |
| ELTA Movie Theater                    | Đài Loan   | 8 tháng 4 năm 2016                        | 18:00~19:00                                                                                                 |
| now Hairun／now Chinese Drama Channel | Hồng Kông  | 9 tháng 5 năm 2016                        | 23:30~00:30                                                                                                 |
| Quảng Đông Theater                    | Trung Quốc | 6 tháng 1 năm 2022                        | |

## Nội dung
Lý Hạ Hi, một sinh viên luật, làm việc bán thời gian để trả nợ cho cha mình Lý Quốc Lương, người kinh doanh thất bại. Cô làm gia sư cho nhà Giang Thiên Hạo, chủ tịch tập đoàn Hán Y và đem lòng yêu Giang Nhất Bân, con trai nhà họ Giang. Lý Quốc Lương đã lấy trộm tiền học phí của Hạ Hi do vợ anh là Huệ Cầm tiết kiệm để mua cổ phiếu. Hạ Hi không thể tha thứ cho cha cô, bỏ nhà đi và đồng ý lời cầu hôn Nhất Bân, nhưng sự thất vọng của cô với cha mình đã khiến cô nói dối gia đình Giang rằng cô là một đứa trẻ mồ côi. Khi Lý Quốc Lương biết được sự thật, ông đã hối hận rất nhiều, ông quyết tâm bí mật quan tâm đến con gái mình và thề sẽ không bao giờ kéo cô xuống. Ba năm sau, Quốc Lương, đã bí mật đến thăm con gái của mình, tình cờ cứu Nhất Bân đang bị tai nạn xe hơi. Khi Nhất Bân biết được sự thật, anh rất đau lòng và muốn ly hôn với Hạ Hi. Quốc Lương nói cho Nhất Bân biết lý do, Hạ Hi cuối cùng đã hiểu được sự nhẫn nại và cống hiến của cha mình trong ba năm qua, và Nhất Bân cũng hiểu được những khó khăn đằng sau lòng tự trọng của Hạ Hi. Cuối cùng, với sự giúp đỡ của Quốc Lương, Hạ Hi đã bước trở lại thảm đỏ để kết hôn với Nhất Bân.

## Diễn viên

### Diễn viên chính
| Diễn viên                     | Vai             | Vai gốc                     | Miêu tả |
| Giả Thanh Thơ ấu：Chu Du Thạc | Lý Hạ Hi        | Lý Thụy Anh                 | Tự tin lương thiện, độc lập kiên cường, để trả nợ cho cha, cô phải từ bỏ chuyên ngành y khoa yêu thích của mình và học bán thời gian để trở thành sinh viên đứng đầu khoa luật. giúp em trai hoàn thành việc học, và làm gia sư cho nhà Giang Thiên Hạo, chủ tịch tập đoàn Hàn Y, và yêu Giang Nhất Bân, con trai của gia đình Giang, và trở thành vợ của Nhất Bân |
| Trương Hiểu Long              | Giang Nhất Bân  | Kang Woo-jae                | Người thừa kế của tập đoàn Hán Y, thế hệ thứ hai giàu có, từng học quay phim ở nước ngoài, tính tình hiền lành, cuối cùng từ bỏ sự nghiệp yêu thích của mình vì tình yêu và buộc phải vào công việc kinh doanh của gia đình với tư cách là tổng giám đốc của tập đoàn, anh yêu Hạ Hi sâu sắc, và muốn cưới Hạ Hi làm vợ, nhưng sau đó vì không hiểu được hành vi bỏ rơi người thân của Hạ Hi nên anh cảm thấy ớn lạnh và ly hôn với Hạ Hi. Cuối cùng, sau khi cha của Hạ Hi kể lại câu chuyện, amh đã dần hiểu ra những khó khăn đằng sau lòng tự trọng mạnh mẽ của Hạ Hi, và cuối cùng đã có thể bước cùng Hạ Hi trên thảm đỏ của hôn lễ một lần nữa |
| Khưu Thắng Dực                | Lý Đông Húc     | Lý Tường Vũ（Lee Sang-woo） | Em trai của Hạ Hi, tốt nghiệp cấp 3 trong một gia đình nghèo, tính cách dễ gần, nhận thức rõ ràng đúng sai, lý trí và tốt bụng, anh luôn nỗ lực để xoa dịu mối quan hệ giữa chị gái, anh và cha. Vì muốn bảo vệ hạnh phúc của chị gái, anh đã từ bỏ ý định kết hôn với Nhất San, thay vào đó là kết hôn với Giai Viên, người đã thích anh suốt 3 năm, nhưng cuối cùng anh cũng phải lòng Giai Viên - người đã hết lòng vì mình. |
| Từ Lộ                         | Tôn Giai Viên   | Tôn Hạo Đình                | Sau khi phải lòng Đông Húc trong 3 năm, cô bị gia đình ép phải đi du học âm nhạc, nhưng để có đủ điều kiện tiếp xúc Đông Húc hơn, cô đã chuyển chuyên ngành sang học khoa điều dưỡng. say đắm trước Đông Húc. Vì vấn đề gia đình của Nhất San cô có cơ hội trở thành bạn gái của Đông Húc và sau đó kết hôn |
| Thẩm Mộng Thần                | Giang Nhất San  | Kang Mi-kyung               | Em gái của Nhất Bân, bạn gái cũ của Đông Húc |
| Lý Mậu                        | Giang Nhất Minh | Kang Sung-jae               | Anh em cùng mẹ của Nhất Bân, thích Hạ Hi |
| Lý Thiên Trụ                  | Lý Quốc Lương   | Lee Sam-jae                 | Cha của Hạ Hi và Đông Húc. Để mua cổ phiếu, đã lấy cắp số tiền học phí mà mẹ của Hạ Hi đã vất vả dành dụm cho Hạ Hi khiến mẹ của Hạ Hi đổ bệnh và qua đời. Mối quan hệ giữa hai người luôn như vậy. Để bù đắp cho Hạ Hi, khi biết Hạ Hi nói dối, ông ấy không vạch trần, âm thầm quan tâm |

### Diễn viên khác
| Diên viên                    | Vai             | Vai gốc       | Miêu tả |
| Thi Chính                    | Thần Thần       |               | Một chút nghịch ngợm sau một trận ốm nặng |
| Mã Duệ                       | Hác Giang Yến   | Kim Kang-soon | Vợ Tôn Đại Chí Mẹ Tôn Giai Vien, Mẹ vợ Lý Đông Húc Là người rất biết cách cư sử |
| Lâm Tĩnh                     | Thần Lộ         | Yoon So-mi    | Nữ thư ký của Giang Thiên Hạo, chủ tịch tập đoàn Hàn Y, cũng là một "người mẹ bi thảm" âm thầm dành trọn tình cảm, bà chính là mẹ ruột của Giang Nhất Minh.                                                                     |
| Vinh Dung                    | Từ Cẩm Tú       | Cha Ji-sun    | Vợ của chủ tịch tập đoàn Hàn Y, mẹ của Nhất Bân, sau này vì con trai Nhất Bân yêu Hạ Hi sâu sắc nên bà cũng tha thứ cho việc Hạ Hi đã khai man rằng mình là trẻ mồ côi và bỏ rơi người thân để được gả vào một gia đình giàu có |
| Vương Nghệ Ngưng             | Chu Yên         | Lee Yeon-hee  | Bạn thân của Hạ Hi , trợ lý pháp lý tại Công ty Luật Hoa Mỹ |
| Trương Cung                  | Tôn Đại Chi     |               | Chồng Hác Giang Yên, Cha Tôn Giai Hào và Tôn Giai Viên, cha vợ của Lý Đông Húc Cựu phó tổng giám đốc tập đoàn Mạc Úy |
| Quách Gia Hào (Quách Úc Tân) | Tôn Giai Hào    | Tôn Cảnh Hào  | Con trai của Tôn Đại Chí, con riêng của Hác Giang Yến, anh trai cùng cha khác mẹ của Tôn Giai Viên |
| Quan Thiếu tăng              | Giang Thiên Hạo | Kang Ki-beom  | Chủ tịch tập đoàn Hàn Y, cha của Nhất Ban, Nhất Minh và Nhất San |
| Văn Mộng Dương               | Trạch Thiến     | Jung Sun-woo  | Bạn của Nhất San, thích Nhất Bân Một trong những đối tác và luật sư của Công ty Luật Nhất Bân Hoa Mỹ |
| Quan Hiểu Đồng               | Trần Phác Ngọc  |               | Em gái Trần Dương Giáo viên đối thoại của Giang Nhất Minh |

## Nhạc phim
| Nhạc phim Lời nói dối của người vợ | Nhạc phim Lời nói dối của người vợ | Nhạc phim Lời nói dối của người vợ | Nhạc phim Lời nói dối của người vợ | Nhạc phim Lời nói dối của người vợ | Nhạc phim Lời nói dối của người vợ |
| STT                                | Nhan đề                            | Phổ lời                            | Phổ nhạc                           | Trình bày                          | Thời lượng                         |
| ---------------------------------- | ---------------------------------- | ---------------------------------- | ---------------------------------- | ---------------------------------- | ---------------------------------- |
| 1.                                 | "奢望 - Xa Vọng" (Nhạc đầu phim)   | Lâm Kính Tùng                      | Ngô Tiết                           | Lệ Mẫn                             |                                    |
| 2.                                 | "傻的可以" (Nhạc cuối phim)        | Lâm Kính Tùng                      | Ngô Tiết                           | Giả Thanh                          |                                    |
| 3.                                 | "为爱值得" (Interlude)             | Lâm Kính Tùng                      | Ngô Tiết                           | Trương Tịnh Mai                    |                                    |
| 4.                                 | "伤自己" (Interlude)               | Ngô Tiết                           | Ngô Tiết                           | Đâu Đâu                            |                                    |
| 5.                                 | "爱曾经来过" (Interlude)           | Chu Tấn Tiến                       | Chu Tấn Tiến                       | Chu Tấn Tiến                       |                                    |
| 6.                                 | "把爱注销" (Interlude)             | Lâm Kính Tùng                      | Chu Tấn Tiến                       | Chu Tấn Tiến                       |                                    |
| 7.                                 | "安眠药" (Interlude)               | Thẩm Chí Phong                     | Chu Tấn Tiến                       | Trương Tịnh Mai, Chu Tấn Tiến      |                                    |

## Rating
Được tham chiếu từ dữ liệu CSM50, Rating bao gồm chỉ số xem cả ngày và thông số thị phần (Rating)
| Kênh   | Rating trung bình | Rating share trung bình | Ghi chú |
| Hồ Nam | 1.695             | 4.898                   | [ 2 ]   |